# Alfa Lum
Alfa Lum, Alpilatte oder Ecoflam  war ein san-marinesisches professionelles Radsportteam, das von 1982 bis 1990 bestand, nicht zu verwechseln mit dem Frauenradsporteam Alfa Lum.

## Geschichte
Das Team wurde 1982 unter der Leitung von Primo Franchini gegründet. Bei der ersten Teilnahme am Giro d’Italia konnte das Team neben dem Sieg auf der zweiten Etappe weitere gute Platzierungen erzielen. Bei der Schweden-Rundfahrt, Giro della Provincia di Reggio Calabria und der Herald Sun Tour belegte man jeweils den zweiten Platz. Den dritten Platz konnte beim Giro di Sardegna, Giro del Veneto und bei der Gran Piemonte erreicht werden. 1983 kam Marino Lejarreta zum Team. Bei Giro della Provincia di Reggio Calabria und Giro dell’Umbria erzielte man einen zweiten Platz und bei Tirreno-Adriatico den Platz 6. Erstmals startete das Team bei der Vuelta a España und konnte neben den Etappensiegen den zweiten Gesamtrang sowie die Punkteklassement erzielen. 1984 belegte das Team den zweiten Platz bei Giro dell’Emilia, Platz 3 bei der Baskenland-Rundfahrt, Gran Premio Montelupo, Tre Valli Varesine und Subida al Naranco. Beim Giro d’Italia wurde der vierte Gesamtrang erreicht. 1985 erreichte das Team Platz 2 beim Gran Premio Industria e Commercio di Prato, Trofeo Baracchi und Platz 3 bei der Baskenland-Rundfahrt, Giro dell’Emilia und beim Großen Preis des Kantons Aargau. Beim Giro d’Italia wurde der Platz 5 belegt. 1986 konnten gute Ergebnisse bei der Baskenland-Rundfahrt mit Platz 2, bei Rund um den Henninger Turm mit Platz 3, der Tour de Suisse mit Platz 5 und Platz 6 beim Giro d’Italia erzielt werden. 1987 konnte das Team zweite Plätze bei  Gran Premio Beghelli, Grand Prix Pino Cerami und Settimana Internazionale Coppi e Bartali, dritte Plätze bei Paris-Tours, der Meisterschaft von Zürich, der Coppa Bernocchi und beim Giro di Romagna erreichen. 1988 wurde neben den Siegen konnte zweite Plätze bei Mailand-Sanremo und der Coppa Bernocchi, dem Giro dell’Emilia, dritte Plätze bei der Settimana Internazionale Coppi e Bartali, beim Giro di Campania, der italienischen Meisterschaft im Straßenrennen erzielt werden.

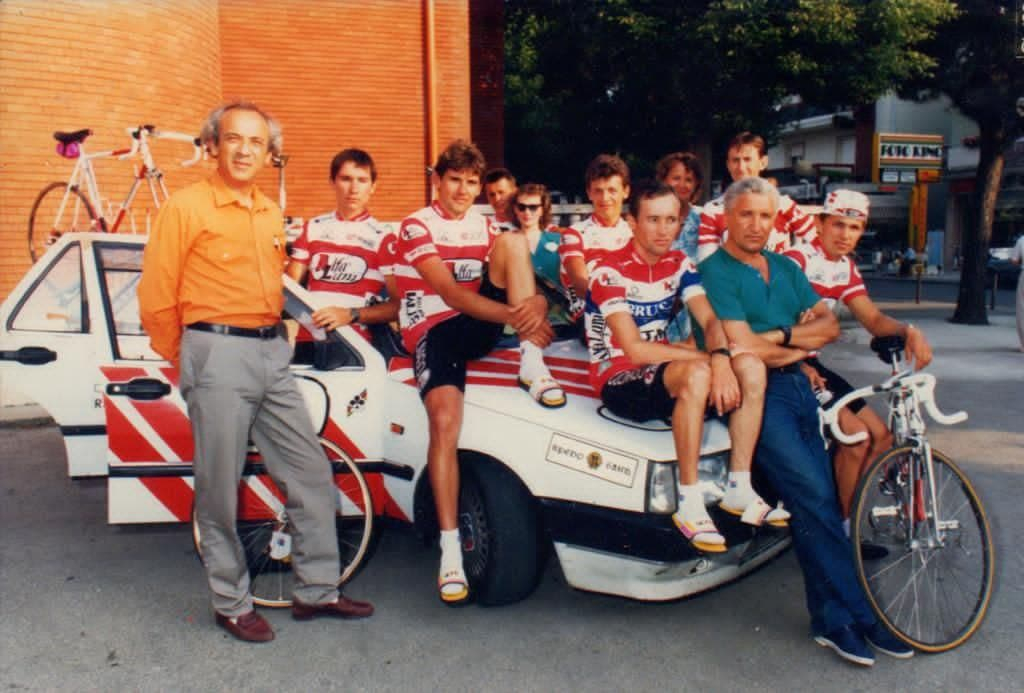
Mannschaft der Jahre 1989 und 1990

Ab 1989 standen nur noch Fahrer aus der Sowjetunion im Kader, welche allesamt keine Profierfahrungen hatten. 1990 erreichte das Team zweite Plätze beim Grand Prix Pino Cerami, Giro del Trentino und Memorial Gastone Nencini, dritte Plätze bei der Trofeo Pantalica, Belgien-Rundfahrt und bei der Nachwuchswertung der Tour de France. Nach Ende der Saison 1990 löste sich das Team auf.

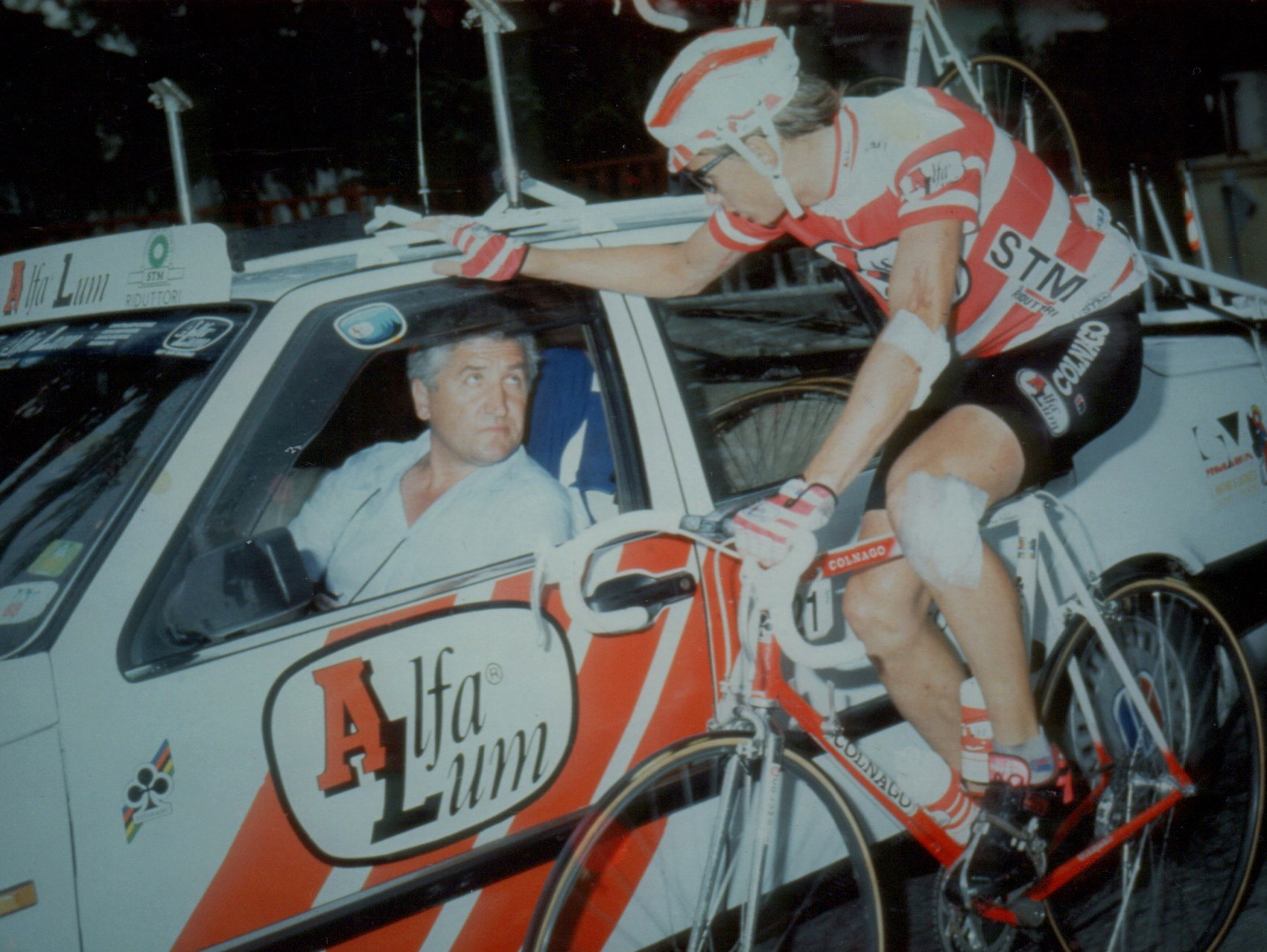
Nikolai Morosow, Trainer des Teams, 1989

Hauptsponsor von 1982 bis 1985 war ein san-marinesischer Hersteller von Fenstern und Türen. Ab 1985 sponserte eine Molkerei mit ihrer Marke das Team. Ab 1986 bis 1987 war ein italienischer Hersteller von Gasbrenner Hauptsponsor und ab 1988 war wieder der Hersteller von Fenstern Namensgeber.
Das Team wird mit den erfolgreichen Verpflichtungen von Fahrern aus der ehemaligen Sowjetunion, wie z. B. Dmitri Konyschew, Wolodymyr Pulnikow und Andreï Tchmil in Verbindung gebracht. Aufgrund der unübersichtlichen Situation während des Zerfalls der Sowjetunion erhielten die Fahrer nur einen Bruchteil der Löhne wie sie 1989 und 1990 üblich waren.

## Erfolge
1982
- eine Etappe Giro d’Italia
- zwei Etappen Herald Sun Tour
- zwei Etappen Schweden-Rundfahrt
- Memorial Gastone Nencini

1983
- fünf Etappen und  Punkteklassement Vuelta a España
- Giro dell’Appennino
- Gesamtwertung und zwei Etappen Escalada a Montjuïc

1984
- eine Etappe Vuelta a España
- eine Etappe Giro d’Italia
- Trofeo Laigueglia
- Trofeo Matteotti

1985
- eine Etappe und Teamwertung Giro d’Italia
- Coppa Sabatini

1986
- eine Etappe Giro d’Italia
- eine Etappe Tour de Suisse
- Coppa Agostoni
- Coppa Bernocchi
- Giro del Veneto
- eine Etappe Tirreno-Adriatico
- eine Etappe Baskenland-Rundfahrt

1987
- zwei Etappen Katalonien-Rundfahrt
- eine Etappe Settimana Internazionale Coppi e Bartali
- Gran Premio Industria & Artigianato
- Gran Premio Industria e Commercio di Prato
- Trofeo Pantalica

1988
- Weltmeister – Straßenrennen
- Gran Premio Industria e Commercio di Prato
- eine Etappe Tour de Suisse
- eine Etappe Tirreno-Adriatico
- eine Etappe Settimana Internazionale Coppi e Bartali
- eine Etappe Cronostaffetta

1989
- eine Etappe Vuelta a España
- eine Etappe und  Nachwuchswertung Giro d’Italia
- Straßen-Weltmeisterschaft – Straßenrennen
- Coppa Agostoni
- Giro dell’Emilia
- Gesamtwertung und vier Etappen Settimana Ciclistica Lombarda
- Cronostaffetta
- Memorial Gastone Nencini

1990
- eine Etappe Tour de France
- eine Etappe und  Nachwuchswertung Giro d’Italia
- eine Etappe und  Sprints Especiales-Wertung Vuelta a España
- Gran Premio Industria & Artigianato

### Grand-Tour-Platzierungen
| Grand Tour            | 1982 | 1983 | 1984 | 1985 | 1986 | 1987 | 1988 | 1989 | 1990 |
| --------------------- | ---- | ---- | ---- | ---- | ---- | ---- | ---- | ---- | ---- |
| Vuelta a EspañaVuelta | –    | 2    | 26   | –    | –    | –    | –    | 6    | 8    |
| Giro d’ItaliaGiro     | 43   | 6    | 4    | 5    | 6    | 19   | 31   | 11   | 4    |
| Tour de FranceTour    | –    | –    | –    | –    | –    | –    | –    | –    | 25   |

### Monumente-des-Radsports-Platzierungen
| Monument                 | 1982 | 1983 | 1984 | 1985 | 1986 | 1987 | 1988 | 1989 | 1990 |
| ------------------------ | ---- | ---- | ---- | ---- | ---- | ---- | ---- | ---- | ---- |
| Mailand–Sanremo          | 59   | 39   | 55   | 33   | 41   | 22   | 2    | –    | –    |
| Flandern-Rundfahrt       | –    | –    | 18   | –    | –    | –    | 76   | –    | 79   |
| Paris–Roubaix            | –    | –    | –    | –    | –    | –    | 17   | –    | 52   |
| Lüttich–Bastogne–Lüttich | –    | –    | –    | –    | –    | –    | –    | –    | 57   |
| Lombardei-Rundfahrt      | 14   | 11   | 21   | 27   | 20   | 11   | 16   | –    | 39   |

## Bekannte ehemalige Fahrer
- Michael Wilson (1979–1980)
- Giuseppe Petito (1982–1984)
- Marino Lejarreta (1982–1985)
- Giuseppe Martinelli (1983–1985)
- Franco Chioccioli (1986)
- Claudio Golinelli (1986–1988)
- Maurizio Fondriest (1987–1988)
- Dmitri Konyschew (1989–1990)
- Wolodymyr Pulnikow (1989–1990)
- Wassyl Schdanow (1989–1990)
- Andreï Tchmil (1989–1990)
- Pjotr Ugrumov (1989–1990)
- Asjat Saitow (1990)
- Dschamolidin Abduschaparow (1990)